# 长叶假糙苏
长叶假糙苏（学名：Paraphlomis lanceolata）为唇形科假糙苏属下的一个种。

## 扩展阅读
維基物種上的相關：长叶假糙苏